# Lega nautica
La  lega nautica , league in inglese, simbolo nl, è un'unità di misura di lunghezza.
Corrispondente a 3 miglia nautiche, quindi a 5 556 metri.

## Uso nella narrativa
Jules Verne ha chiamato Ventimila leghe sotto i mari un suo romanzo su capitano Nemo ed il suo sottomarino Nautilus.